# Оксид хрому(III)
Окси́д хро́му (III), хро́м(III) окси́д — неорганічна сполука, оксид складу Cr2O3. Являє собою речовину зеленого кольору, з гексагональною будовою кристалів. Проявляє амфотерні властивості.

## Поширення у природі

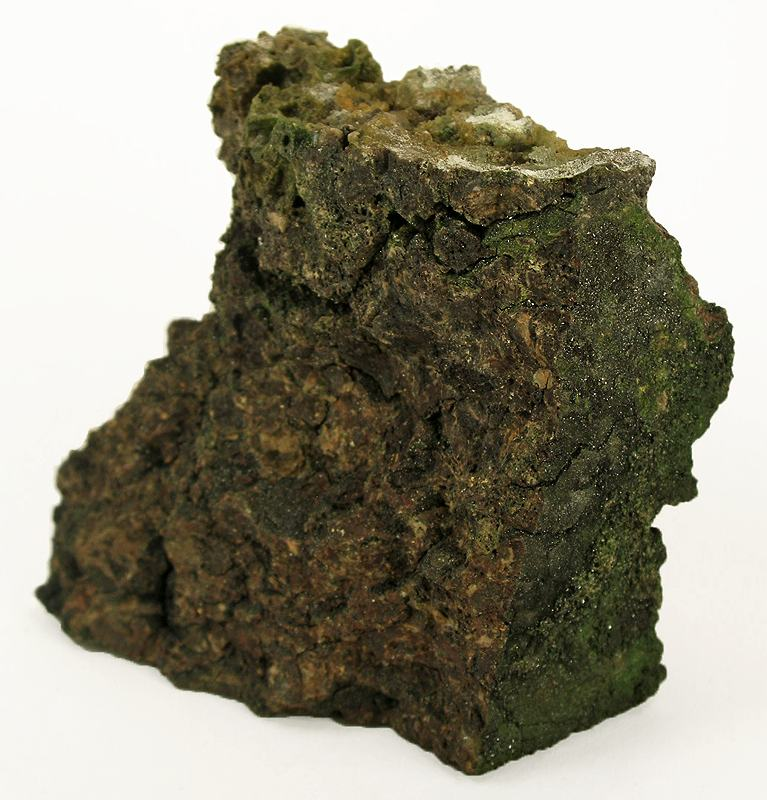
Хроміт

Оксид хрому поширений головним чином у складі мінералу хроміту FeII[Cr2O4].

## Фізичні властивості
Температура плавлення — 2275°С, температура кипіння — 3027°С , густина — 5,22 г/см³ . Антиферромагнітний нижче 33°С і парамагнітний вище 55°С. Розчиняється в рідкому оксиді сірки. Не розчиняється у воді, розведених кислотах.

## Отримання

### Промисловий метод
У промислових масштабах оксид хрому добувають з мінералу хроміту (FeCr2O4). Його сплавляють з карбонатом калію (або натрію) у печі, в яку подається кисень:
{\displaystyle \mathrm {4FeCr_{2}O_{4}+8K_{2}CO_{3}+7O_{2}{\xrightarrow {1000-1200^{o}C}}8K_{2}CrO_{4}+2Fe_{2}O_{3}+8CO_{2}} }
Охолоджений розплав перемішують із гарячою водою для розчинення хромату калію, а потім обробляють концентрованою сульфатною кислотою, внаслідок чого випадають кристали сульфату калію, а в розчині залишається дихромат калію, який при концентруванні виділяється у вигляді помаранчевих кристалів K2Cr2O7·2H2O:
{\displaystyle \mathrm {2K_{2}CrO_{4}+H_{2}SO_{4}{\xrightarrow {}}K_{2}Cr_{2}O_{7}+K_{2}SO_{4}+H_{2}O} }
Дихромат відновлюють сіркою. Утворений оксид хрому легко відділяється завдяки його низькій розчинності (на відміну від легкорозчинного у воді K2SO4):
{\displaystyle \mathrm {K_{2}Cr_{2}O_{7}+S{\xrightarrow {800-1000^{o}C}}Cr_{2}O_{3}+K_{2}SO_{4}} }

### Інші методи
В лабораторних умовах оксид хрому отримують розкладанням дихромату амонію або дихромату калію:
{\displaystyle \mathrm {(NH_{4})_{2}Cr_{2}O_{7}{\xrightarrow {168-185^{o}C}}Cr_{2}O_{3}+N_{2}+4H_{2}O} }
Неможливо розібрати вираз (SVG (MathML можна ввімкнути через плагін браузера): Недійсна відповідь («Math extension cannot connect to Restbase.») від сервера «http://localhost:6011/uk.wikipedia.org/v1/»:): {\displaystyle \mathrm{ 4K_2Cr_2O_7 \xrightarrow{500-600^oC} 2Cr_2O_3 + 4K_2CrO_4 + 3O_2}}

Або розкладанням гідроксиду хрому(III), оксиду CrO:
{\displaystyle \mathrm {2Cr(OH)_{3}{\xrightarrow {430-1000^{o}C}}Cr_{2}O_{3}+H_{2}O} }
{\displaystyle \mathrm {2CrO{\xrightarrow {>700^{o}C}}Cr_{2}O_{3}+Cr} }
Також можна отримати з хромового ангідриду CrO3 та гексакарбонілхрому:
Неможливо розібрати вираз (SVG (MathML можна ввімкнути через плагін браузера): Недійсна відповідь («Math extension cannot connect to Restbase.») від сервера «http://localhost:6011/uk.wikipedia.org/v1/»:): {\displaystyle \mathrm{ 4CrO_3 + 3S \xrightarrow{} 2Cr_2O_3 + 3SO_2}}

{\displaystyle \mathrm {CrO_{3}{\xrightarrow {500^{o}C}}Cr_{2}O_{3}+3O_{2}} }
{\displaystyle \mathrm {4Cr(CO)_{6}+15O_{2}{\xrightarrow {300^{o}C}}2Cr_{2}O_{3}+24CO_{2}} }
Окрім того, оксид хрому отримують розкладання нітрату хрому(III), або хромату ртуті(I) чи дихромату ртуті.

## Хімічні властивості
Сполука доволі інертна, не взаємодіє із розчинами кислот, лугів. Вступає у взаємодії лише за підвищених температур. Проявляє амфотерні властивості.
При сплавлені з лугами може утворювати хроміти — солі неіснуючої хромітної кислоти HCrO2:
{\displaystyle \mathrm {Cr_{2}O_{3}+2NaOH{\xrightarrow {400-500^{o}C}}2NaCrO_{2}+H_{2}O} }
Під тиском може окиснюватися до оксиду CrO2:
{\displaystyle \mathrm {2Cr_{2}O_{3}+O_{2}{\xrightarrow {400^{o}C,P}}4CrO_{2}} }
При взаємодії з сильними окисниками, може утворювати хромати:
{\displaystyle \mathrm {Cr_{2}O_{3}+3NaNO_{3}+2Na_{2}CO_{3}{\xrightarrow {400-600^{o}C}}2Na_{2}CrO_{4}+3NaNO_{2}+2CO_{2}} }
{\displaystyle \mathrm {Cr_{2}O_{3}+KClO_{3}+2K_{2}CO_{3}{\xrightarrow {500-700^{o}C}}2K_{2}CrO_{4}+KCl+2CO_{2}} }
Із оксидами багатьох двовалентних металів, при сплавленні, утворює сполуки типу шпінелі:
{\displaystyle \mathrm {Cr_{2}O_{3}+FeO{\xrightarrow {1600^{o}C}}Fe[Cr_{2}O_{4}]} }
Відновлюється до металевого хрому при взаємодії із алюмінієм (алюмінотермія), кальцієм, воднем, вуглецем тощо:
Неможливо розібрати вираз (SVG (MathML можна ввімкнути через плагін браузера): Недійсна відповідь («Math extension cannot connect to Restbase.») від сервера «http://localhost:6011/uk.wikipedia.org/v1/»:): {\displaystyle \mathrm{ Cr_2O_3 + Al \xrightarrow{800^oC} 2Cr + Al_2O_3}}

{\displaystyle \mathrm {2Cr_{2}O_{3}+6Ca{\xrightarrow {700-800^{o}C}}4Cr+6CaO} }

## Токсичність і дія на організм
Не токсичний, на відміну від інших хромових сполук. Не відіграє ніякої ролі в організмі, при попаданні в очі може тільки подразнювати їх.

## Застосування
Оксид хрому застосовують як зелений пігменту у живописі, та для забарвлення порцеляни і скла. Кристалічний Cr2O3 використовується у виробництві абразиву для полірування металів. Твердий розчин із оксидом заліза(III) є основою для виготовлення штучних рубінів.
Cr2O3 є каталізатором процесів окиснення амоніаку на повітрі, отримання альдегідів окисненням вуглеводнів та спиртів, утворення SO3 з SO2 та кисню, розкладання формальдегіду, метанолу.